# Банярия
Баня̀рия (на италиански: Bagnaria, на местен диалект: Bagnera, Баниера) е село и община в Северна Италия, провинция Павия, регион Ломбардия. Разположено е на 333 m надморска височина. Населението на общината е 675 души (към 2017 г.).